# Karl August von Syburg
Karl August von Syburg (* 4. Dezember 1801 in Neustadt-Eberswalde; † 30. Dezember 1879 in Berlin) war ein preußischer Generalmajor.

## Leben

### Herkunft
Karl August war ein Sohn des preußischen Kapitäns Johann Ernst von Syburg und dessen Ehefrau Elisabeth, geborene Witte.

### Militärkarriere
Nach seiner Erziehung im elterlichen Hause und dem Besuch des Berliner Kadettenhauses wurde Syburg am 9. Januar 1821 als Sekondeleutnant dem 8. Infanterie-Regiment der Preußischen Armee überwiesen. Zur weiteren Ausbildung absolvierte er von Oktober 1824 bis zum Juli 1827 die Allgemeine Kriegsschule und war von November 1828 bis Juli 1834 als Adjutant und Rechnungsführer beim II. Bataillon im 8. Landwehr-Regiment kommandiert. Anschließend fungierte Syburg als Regimentsadjutant und avancierte Mitte November 1835 zum Premierleutnant. Am 30. März 1838 folgte seine Kommandierung zur Dienstleistung als Adjutant der 4. Infanterie-Brigade. Unter Beförderung zum Hauptmann wurde er am 7. April 1842 in die Adjutantur versetzt und als Adjutant zur 4. Division kommandiert. Mit seiner Ernennung zum Kompaniechef im 18. Infanterie-Regiment kehrte Syburg am 22. März 1843 in den Truppendienst zurück und stieg am 8. Juni 1847 zum etatsmäßigen Major auf. Daran schloss sich am 10. August 1847 seine Kommandierung als Kommandeur des 5. Kombinierten Reserve-Bataillons sowie am 22. März 1853 die Beförderung zum Oberstleutnant an. Am 10. November 1855 wurde Syburg zum Kommandeur des 36. Infanterie-Regiment (4. Reserve-Regiment) in Luxemburg ernannt. In dieser Stellung avancierte er Mitte Oktober 1856 zum Oberst und wurde mit dem Roten Adlerorden III. Klasse mit Schleife ausgezeichnet. Unter Verleihung des Charakter als Generalmajor nahm Syburg am 10. Juli 1859 seinen Abschied mit Pension. Er starb am 30. Dezember 1879 in Berlin und wurde am 3. Dezember 1879 auf dem Friedhof in der Hasenheide beigesetzt.

### Familie
Syburg heiratete am 3. Oktober 1843 in Posen Therese Antonie Hermine Witte (1823–1846), Tochter des Friedrich Wilhelm Witte, Gutsbesitzer zu Schenkenberg bei Prenzlau. Aus der Ehe ging die Tochter Elisabeth Wilhelmine Hermine Sophie (* 1845) hervor, die den Kaufmann Georg Rudolf Heinrich Adolf Seymer (* 1839) heiratete.
Nach dem Tod seiner ersten Frau heiratete Syburg am 2. August 1853 in Glogau Emilie Christiane Julie Gaffron (1828–1898), eine Tochter des Oberfeuerwerkers der 2. Reitenden Garde-Artillerie-Kompanie Karl August Ludwig Gaffron. Das Paar hatte zwei Söhne:
- Friedrich Wilhelm Karl (1854–1934) ⚭ 1905 Marie Kayser (1863–1947)[1]
- Karl August Max (* 1859), Kaufmann ⚭ 1909 Rosa Ulbricht (* 1875)